# Zion Suzuki
Zion Suzuki (jap. 鈴木 彩艶; ur. 21 sierpnia 2002 w Newark) – japoński piłkarz, występujący na pozycji bramkarza we włoskim klubie Parma oraz w reprezentacji Japonii. Uczestnik Pucharu Azji 2023, Mistrzostw Świata U-20 2019 i Mistrzostw Świata U-17 2017 i 2019.

## Statystyki

### Klubowe
Na podstawie:
| Klub               | Sezonów | Liga            | Liga  | Liga   | Puchar krajowy | Puchar krajowy | Kontynentalne | Kontynentalne | Suma  | Suma   |
| Klub               | Sezonów | Liga            | Mecze | Bramki | Mecze          | Bramki         | Mecze         | Bramki        | Mecze | Bramki |
| ------------------ | ------- | --------------- | ----- | ------ | -------------- | -------------- | ------------- | ------------- | ----- | ------ |
| Urawa Red Diamonds | 4       | J1 League       | 8     | 0      | 17             | 0              | 4             | 0             | 29    | 0      |
| Sint-Truidense VV  | 1       | Eerste klasse A | 32    | 0      | 0              | 0              | –             | –             | 32    | 0      |
| Parma              | 1       | Serie A         | 8     | 0      | 0              | 0              | 0             | 0             | 8     | 0      |
|                    | Łącznie | Łącznie         | 48    | 0      | 17             | 0              | 4             | 0             | 69    | 0      |

### Reprezentacyjne
Na podstawie:
| Reprezentacja | Rok     | Mecze | Bramki |
| ------------- | ------- | ----- | ------ |
| Japonia       | 2022    | 1     | 0      |
| Japonia       | 2023    | 2     | 0      |
| Japonia       | 2024    | 11    | 0      |
| Ogólnie       | Ogólnie | 14    | 0      |

## Sukcesy
Na podstawie:

### Klubowe
Urawa Red Diamonds:
- Zwycięzca Ligi Mistrzów AFC 2022
- Puchar Japonii 2021
- Superpuchar Japonii 2022